# Lisieux
Lisieux este un oraș din Franța, sub-prefectură a departamentului Calvados, în regiunea Normandia de Jos. 

## Personalități născute aici
- Pierre Duval Le Camus (1790 - 1854), pictor.